# 坂田亘
坂田 亘（さかた わたる、1973年3月11日 - ）は、日本の元プロレスラー、元総合格闘家。愛知県中島郡祖父江町（現：稲沢市）出身。現在は妻であるタレントの小池栄子の個人事務所（イープロダクション）代表を務めている。

## 来歴
高校時代に極真空手を経験、卒業後にアニマル浜口レスリング道場に入門。
1993年にリングスに入団。1994年11月19日に鶴巻伸洋相手にデビュー。デビューからしばらくは同期の高阪剛の陰に隠れて目立たない存在であった。
1996年、UWFインターナショナルより移籍してきた田村潔司に師事してからは見違えたように技術の向上を見せ、以前は苦杯を舐めたウィリー・ピータースを勝利するなど成長の跡を見せた。リングスとパンクラスのトラブル時には「俺が前田さんを守る」と発言。1999年にはバーリトゥードにチャレンジ（ジアン・アルバレスに敗退）。
リングスには2001年6月10日まで所属。同団体に在籍中はネットワーク所属選手以外にヘンゾ・グレイシー、ブランドン・リー・ヒンクル、デイブ・メネーらと対戦経験がある。
7月に坂田道場設立と共にEVOLUTIONを結成。総合格闘技へ本格的に進出を開始し、DEEP、UFO LEGEND、U-STYLE、PRIDEへ登場した。DEEP初参戦時にはパンクラス所属の窪田幸生をTKOで下し、リングス-パンクラス間のトラブルを招いた鈴木みのるを挑発。この時期にはマリオ・スペーヒー、ダニエル・グレイシーなどとの対戦経験がある。
プロレスラーとしての活動は、ZERO-ONE、ZERO1-MAXを経てハッスルを活動の中心としている。ハッスルでは当初「ハッスル王子（プリンス）」のニックネームでハッスル軍に属していたが、ハッスル・ハウス4を直前に控えた2005年1月末にハッスル軍を離脱しヒールターンを果たした。それと同時に高田モンスター軍への入団を企てるが、ハッスル7（2005年2月11日、愛知県体育館）での入団査定試合に敗れ失敗。
その後ハッスル・ハウス6（2005年3月19日、グランシップ静岡）では、それまでのあまりの傍若無人な態度ゆえに『被害者の会』が結成されるもこれを難なく退け、ハッスル軍、モンスター軍のどちらにも属さずにやっていくと宣言、結果独自勢力として活動することとなった。
まずハッスル9（2005年5月10日、新潟市体育館）で村浜武洋と兄弟の杯を交わし、続いてモンスター軍を追放されていたマーク・コールマンと合流。ハッスル・ハウス クリスマスSP（2005年12月24日、後楽園ホール）からは、同じくハッスル軍を離脱した崔領二も傘下に加え、「坂田軍団」を結成。一勢力としての地位を築きつつある。
またハッスル・ハウス11では鈴木浩子GM（当時）に執拗な嫌がらせをされた青木裕子を救出、坂田軍のマネージャーに登用。ハッスル15（2006年3月12日、愛知県体育館）ではシングルマッチの激闘の末に互いを認め合った天龍源一郎に対し、坂田軍の叔父貴（おじき）となることを要請。天龍も「そんな話は大きなオッパイのおねえちゃんのいる酒の席で話せ」とまんざらでもない様子であった。しかし、ハッスル・ハウス17で開かれたハッスル・キングメモリアル6人タッグトーナメントでの敗戦後、急速にその関係は悪化、ハッスル・ハウス19で天龍がモンスター軍に付いたことで完全に敵対することになった。その後ハッスル・ハウス20において行なわれたGM総選挙において、RGを破り当選し、新しいGMとなった。ちなみにこの後RGも坂田軍団に加入している。
ハッスル・マニア2006を機に坂田軍団は「世界一性格の悪い男」で有名な鈴木みのるとNOSAWA論外、MAZADAの東京愚連隊という鈴木軍との新たな因縁関係が勃発した。
2007年には小川や大谷、金村などの主力が悉くモンスター軍に寝返る中(大谷は高田総統から洗脳されてやむなく脱退)、新生ハッスル軍に助太刀する形で復帰。以後HGと共に新生ハッスル軍の中心人物として活躍していた。8月29日、タレントの小池栄子と入籍、2008年7月24日にザ・プリンス パークタワー東京で結婚披露宴を行った。小池との出会いのきっかけは橋本真也の紹介だといわれている。その結果、対戦相手等に名前を呼ばれる時にはいつも「小池のダンナ」と呼ばれてしまうようになった。夫婦喧嘩をすると一週間ほどはスネてしまい、口をきかないらしい。しかし、高田総統に対し、「品川の本妻」を出せとやり返していた。
2009年秋頃からハッスルの運営母体である「ハッスルエンターテインメント株式会社」の資金難が表面化し、予定されていた興行が全て中止され事実上活動を休止。所属選手のほとんどは新たに設立された『SMASH』に移籍するか、あるいはフリーとなってしまったが、坂田は唯一ハッスルへ残留しハッスルの再興を目指す意向を表明。その後2010年7月にハッスルの流れを汲む新団体として『ハッスルMAN'Sワールド』を設立し、自ら代表に就任した。
2010年、愛知県名古屋市にある坂田道場を閉鎖。
2011年3月、一部メディアでハッスルMAN'Sワールドを離脱 と報じられるも、本人は否定。5月28日「ハッスルマンズワールド#6」で復活を果たした。
坂田は2005年、岐阜市の遊技場経営会社から5700万円を借りていたが、その会社が税を滞納したために国税局は坂田への請求権を差し押さえた。坂田は貸借関係を否定していたが、2012年4月16日に東京地方裁判所が国税局の請求権を認め、返済を命じた。
2016年12月31日、「RIZIN FIGHTING WORLD　2016 FINAL ROUND」桜井"マッハ"速人戦 を最後に引退。

## 戦績
| 総合格闘技 戦績 | 総合格闘技 戦績 | 総合格闘技 戦績 | 総合格闘技 戦績 | 総合格闘技 戦績 | 総合格闘技 戦績 | 総合格闘技 戦績 |
| --------------- | --------------- | --------------- | --------------- | --------------- | --------------- | --------------- |
| 25 試合         | (T)KO           | 一本            | 判定            | その他          | 引き分け        | 無効試合        |
| 11 勝           | 3               | 6               | 1               | 1               | 0               | 0               |
| 14 敗           | 2               | 4               | 6               | 2               | 0               | 0               |

| 勝敗 | 対戦相手                   | 試合結果                                    | 大会名                                                                | 開催年月日     |
| ×    | 桜井"マッハ"速人           | 2R 2:37 TKO（パウンド）                     | RIZIN FIGHTING WORLD GRAND-PRIX 2016 無差別級トーナメント FINAL ROUND | 2016年12月31日 |
| ×    | ダニエル・グレイシー       | 1R 7:12 腕ひしぎ十字固め                    | PRIDE SPECIAL 男祭り 2003                                             | 2003年12月31日 |
| ×    | マリオ・スペーヒー         | 5分3R終了 判定0-3                           | 世界最強伝説 UFO LEGEND                                               | 2002年8月8日   |
| ○    | トロ・イリソン             | 1R 4:05 腕ひしぎ十字固め                    | DEEP2001 4th IMPACT                                                   | 2002年3月30日  |
| ○    | 窪田幸生                   | 1R 4:05 TKO（マウントパンチ）               | DEEP2001 3rd IMPACT                                                   | 2001年12月23日 |
| ○    | エイドリアン・セラーノ     | 1R終了時 TKO（目の負傷）                    | DEEP2001 in YOKOHAMA                                                  | 2001年8月18日  |
| ×    | 柳澤龍志                   | 2R（10分/5分）終了 判定1-2                  | リングス KING of KINGS GRAND-FINAL                                    | 2001年2月24日  |
| ×    | デイブ・メネー             | 5分2R終了 判定0-3                           | リングス KING of KINGS Aブロック 【1回戦】                            | 2000年10月9日  |
| ×    | グスタボ・シム             | 1R 1:35 TKO（ドクターストップ：頭部カット） | リングス BATTLE GENESIS Vol.6                                         | 2000年9月5日   |
| ○    | マンスール・ヘイダリ       | 4分3R終了 判定3-0                           | WEF 9: World Class                                                    | 2000年5月13日  |
| ○    | ブランドン・リー・ヒンクル | 1R 7:23 アンクルホールド                    | リングス Millennium Combine                                           | 2000年4月20日  |
| ×    | ヘンゾ・グレイシー         | 1R 1:25 腕ひしぎ十字固め                    | リングス RISE 7th KING of KINGS Bブロック 【1回戦】                   | 1999年12月22日 |
| ○    | クリス・ワッツ             | 1R 6:53 アキレス腱固め                      | Total Fight KRG 5                                                     | 1999年10月3日  |
| ×    | ショーン・アルバレス       | 20分1R終了 判定                             | リングス 前田日明引退試合 〜The Final〜                               | 1999年2月21日  |
| ×    | ウィリー・ピータース       | 5分2R終了 判定                              | リングスオランダ FREE-FIGHT GALA '98 THE KING OF RINGS                | 1998年2月8日   |

## 得意技
ダイビングフットスタンプ
ドラゴンスープレックス
スーパーキック

## タイトル歴
プロレスリングZERO-ONE
- NWAインターコンチネンタルタッグ王座
- NWA UPW ZERO-ONE認定インターナショナルジュニアヘビー級王座
- 天下一ジュニアヘビー級王座
- 天下一Jr.優勝

## 人物
- 中学時代、同級生と休み時間や放課後の度にプロレスに興じていた。当時からプロになることを目標にしており、口癖も「中学卒業したらプロレスラーになる」だった。進路指導では担任から高校進学を勧められたが、本人は至ってまじめにプロテストを受ける旨を言い続けていた。その意志の強さに担任も折れたという。
- 師匠の前田日明を尊敬しており、「自称・世界一の前田日明ファン」と自身のブログに書いていた。
- 2006年7月、東京都渋谷区猿楽町（代官山駅）に居酒屋「ダイニングわたる」をオープンするも、2010年に閉店[11]。
- 2010年には「とんかつ&サラダバーよしかつ ショップス市川店」（フランチャイズ店）のオーナーになったが、2016年2月に閉店。
- 坂田が気に入っている小池のグラビア写真をイラストに描き起こして欲しいと、ハッスルのポスターを手がけていた金子ナンペイに個人的に発注。出来上がったイラストには金子の計らいでレスラーパンツの坂田の姿も描かれていた。その絵を誕生日プレゼントとして小池に贈った。